# Gunnlaug Ormstungas saga
Gunnlaug Ormstungas saga (isl. Gunnlaugs saga ormstungu) är en av islänningasagorna. Sagan utgör en fortsättning på Egil Skallagrimssons saga och Hönsa-Tores saga.
Sagan har likheter med tidigare sagor, såsom Kormak Ögmundarsons saga och Sagan om Björn hitardalskämpen, men den är mer sofistikerad och elegant med dess starka karakterisering och känslomässiga effekter. Sagan har länge betraktats som ett mästerverk. Den läses ofta av studenter i fornnordisk litteratur.
Handlingen utspelar sig i Borgarfjörður under åren 985 till 1010. Troligen är den skriven 1270-80.

## Handlingen
Sagan berättar historien om två isländska skalder, Gunnlaug Ormstunga och Hrafn Önundarson, och om deras kärlek till Helga den fagra, barnbarn till Egil Skallagrimsson. Berättelsen inleds med en profetisk dröm om två örnar som slåss om en svan, vilket anspelar på triangeldramat i sagan. 
När Gunnlaug vid 18 års ålder reste utomlands, blev Helga hans löfteskvinna, det vill säga att hon skulle vänta på honom i tre år, men efter den tiden vara fri från alla avtal med honom. Gunnlaug besökte på denna färd Norge, England, Irland, Orkneyöarna samt Sverige, där han gästade Sigurd jarl i Skara och Olof Skötkonung. Hos Olof Skötkonung sammanträffade han med sin rival, den isländske kämpen och skalden Hrafn Önundarson.
Först efter fyra år (hösten 1005) fick Gunnlaug tillfälle att återvända till Island. Kort förut hade Helga mot sin vilja blivit gift med ovannämnde Hrafn. Deras äktenskap blev olyckligt. Gunnlaug och Hrafn träffades 1006 på alltinget, där Gunnlaug utmanade sin medtävlare till holmgång, men den striden blev oavgjord. Denna holmgång är speciell eftersom det var den sista som stod på Island, eftersom sådan tvekamp blev förbjuden från den dagen.
Kämparna reste sedan till Norge för att avgöra striden. De träffades där våren 1008, och Gunnlaug besegrade där sin motståndare, men blev själv på svekfullt vis så svårt sårad att han kort därefter avled. Han var då 25 år gammal.
Helga blev omgift, men kunde aldrig få Gunnlaug ur sina tankar. Hennes största nöje var att långa stunder betrakta en praktfull kappa som hon fått av honom. En afton lutade hon sitt huvud mot sin make, lät utbreda kappan framför sig och såg en stund på den. Därefter sjönk hon tillbaka i sin makes famn och var död.

## Handskrifter
Sagan finns i sin helhet bevarad i Stockholmshandskriften 18 4° membr. från ca 1350, samt i en sämre och avkortad version i membr. AM 557 4° från 1400-talet. Båda faller tillbaka på en förlorad handskrift från omkring år 1300. Första tryckningen gjordes i Köpenhamn år 1775.

## Översättningar till svenska
- 1856 av Solon Hammargren (1812-1893)
- 1872 av Peter August Gödecke (1840-1890)
- 1886 av Albert Ulrik Bååth (1853-1912)
- 1930 av Josua Mjöberg (1876-1971)
- 1938 av Hjalmar Alving (1877-1958)
- 1962 av Åke Ohlmarks (1911-1984)
- 2014 av Mats Malm